# Einheitsgemeinde
Einheitsgemeinde ist die Bezeichnung für bestimmte Formen von kommunalen Gemeindetypen in einzelnen Bundesländern Deutschlands, in Österreich und in einigen Kantonen der Schweiz.

## Deutschland

### Allgemeines
In der Bundesrepublik Deutschland ist das Kommunalrecht Ländersache. Insofern unterscheiden sich die Strukturen und Begriffe von Bundesland zu Bundesland. Der Begriff Einheitsgemeinde für eine selbständige Gemeinde – insbesondere, wenn sie aus mehreren Ortschaften bzw. Ortsteilen besteht –, die sich zur Erledigung ihrer Verwaltungsgeschäfte nicht mit mindestens einer anderen selbständigen Gemeinde zu einer größeren Verwaltungseinheit zusammengeschlossen hat (bspw. in Niedersachsen zu einer Samtgemeinde), ist in einzelnen Bundesländern teils gesetzlich festgehalten, teils hingegen gesetzlich nicht vorgesehen (Bayern). In einzelnen Bundesländern ist er umgangssprachlich üblich. 

### Niedersachsen, Sachsen, Sachsen-Anhalt
Einheitsgemeinde ist hier die offizielle Bezeichnung für eine kreisangehörige Gemeinde, die nicht Mitglied in einer Verwaltungsgemeinschaft bzw. Verbandsgemeinde (für Sachsen-Anhalt) oder einer Samtgemeinde (für Niedersachsen) ist. Die jeweilige Einheitsgemeinde erledigt alle kommunalen Aufgaben in eigener Zuständigkeit. In Brandenburg heißt dieser Typ von Gemeinden amtsfreie Gemeinde.

### Berlin, Hamburg
Aufgrund der Rechtsstatus der beiden Länder Berlin und Hamburg als Stadtstaaten ist Einheitsgemeinde der verfassungsrechtliche Terminus dafür, dass die Aufgaben der Kommunen und die eines Landes dort nicht voneinander getrennt sind.

## Österreich

### Allgemeines
In Österreich gilt für alle Gemeinden aufgrund der Bundesverfassung die Fiktion der Einheitsgemeinde. Jede Gemeinde ist somit rechtlich gleichgestellt (zusätzliche Bezeichnungen wie Marktgemeinde oder Stadt sind hierfür unbedeutend) und grundsätzlich gleich organisiert und besitzt dieselbe Leistungsfähigkeit, unabhängig davon, ob die Gemeinde eine industrielle Großstadt ist oder eine landwirtschaftliche Kleingemeinde. Diese Fiktion ist dann nicht mehr mit der Wirklichkeit vereinbar, wenn kleineren Gemeinden aufgrund kleinerer Mitarbeiterstärke die notwendige Spezialisierung fehlt, um bestimmte Aufgaben effizient erledigen zu können. Es sind daher Instrumente entwickelt worden, um bei Aufrechterhaltung der Fiktion der Einheitsgemeinde gleichzeitig dafür sorgen zu können, dass keine Gemeinde über ihre Leistungsfähigkeit hinaus belastet wird.
So ist es z. B. Gemeinden gestattet, sich nach Maßgabe der Landesgesetze in Gemeindeverbänden zur gemeinschaftlichen Erledigung von Gemeindeaufgaben zusammenzuschließen. Im Übrigen erlaubt etwa das Tiroler Landesrecht es den Gemeinden, bestimmte Angelegenheiten (z. B. Baupolizei) an die Landesverwaltung zu übertragen und durch die Bezirkshauptmannschaft als dezentrale Verwaltungseinheit des Landes vollziehen zu lassen. Da die Bezirkshauptmannschaften über eine größere Personaldecke verfügen, kann der Spezialisierungsmangel kleinerer Gemeinden hiermit gelindert werden. 

### Statutarstädte
Größeren Gemeinden bzw. Städten (gemäß Art. 116 Abs. 3 des Bundes-Verfassungsgesetzes: ab 20.000 Einwohnern), deren Bevölkerungszahl die Einrichtung eines eigenen Bezirks für das Gemeindegebiet rechtfertigten würde, kann auf ihren Antrag hin durch Landesgesetz ein eigenes Statut verliehen werden. Die Städte mit eigenem Statut weisen gegenüber den Einheitsgemeinden zwei wesentliche Besonderheiten auf:
- während der Aufbau aller übrigen Gemeinden in Gemeindeordnung (Landesgesetz) geregelt ist, wird für jede Statutarstadt ein eigenes Stadtrecht (Statut) als Sonderorganisations(landes)gesetz erlassen, in dem der Landesgesetzgeber der Stadt eine maßgeschneiderte Verfassung verleihen kann und die Bestimmungen der Gemeindeordnung ändert oder ergänzt. Etwa kennen die Statute für Linz, Wels und Steyr verglichen mit der oberösterreichischen Gemeindeordnung eine wesentlich weniger strenge Gemeindeaufsicht durch das Land Oberösterreich
- der wesentliche Unterschied liegt jedoch in der Zuständigkeitsordnung. Neben den Gemeindeaufgaben übernimmt eine Statutarstadt die Angelegenheiten der Bezirksverwaltung, also die Aufgaben der Bezirkshauptmannschaften, welche dezentrale Verwaltungseinheiten der Bundesländer sind. Auf dem Gebiet der Statutarstädte findet somit eine Vollkommunalisierung statt, abgesehen von den Aufgaben, welche auch in den übrigen Bezirken von den Ämtern der Landesregierungen oder von bundeseigenen Verwaltungsorganen erledigt werden. Damit eine einheitliche Erledigung dieser Landesaufgaben sichergestellt ist, werden diese Angelegenheiten formal dem Bürgermeister übertragen, welcher sich der Dienststellen der Statutarstädte zur Erledigung dieser Aufgaben bedient und hierbei gegenüber der Landesregierung weisungsgebunden ist.

Diesen Besonderheiten wird durch Art 117 B-VG insoweit Rechnung getragen, als dass die Organe der Statutarstädte auch andere Bezeichnungen erhalten: der Verwaltungsapparat der Statutarstädte, welche Gemeinde- bzw. Stadtamt und Bezirkshauptmannschaft vereinigt, wird zum Magistrat, der Gemeindevorstand bzw. Stadtrat wird zum Stadtsenat. Einige Statutarstädte besitzen auch einen Stadtrechnungshof.

### Wien
Noch einmal anders ist die Rechtslage der Bundeshauptstadt Wien. Diese war zunächst eine Statutarstadt des Landes Niederösterreich und wurde später (Trennungsgesetz) als eigenständiges Bundesland eingerichtet, wobei Gemeinde- und Bundesgebiet deckungsgleich sind. In Wien wurden, anders als in den deutschen Bundesländern Hamburg und Berlin, Land und Gemeinde nicht verschmolzen, sondern es wird die Fiktion zweier getrennter Körperschaften mit unterschiedlichen Zuständigkeiten aufrechterhalten, welche jedoch durch die personelle Identität ihrer Organe trotzdem eine Einheit bilden.
Da die Gemeinde Wien die einzige Gemeinde des Landes Wien ist, existiert keine Wiener Gemeindeordnung, vielmehr ist im ersten (umfassenderen) Kapitel der Wiener Stadtverfassung der Aufbau der Gemeinde geregelt, während das zweite (weniger lange) Kapitel ergänzende Regelungen für die Organisation des Landes trifft. Die §§ 113 bis 115 der Wiener Stadtverfassung führen dabei Gemeinde- und Landesorgane zusammen und stellen eine Identität der beiden Körperschaften her: demnach ist der Gemeinderat zugleich Landtag und der Bürgermeister zugleich Landeshauptmann; der Magistrat besorgt, neben den Gemeindeangelegenheiten, als Amt der Wiener Landesregierung auch die Landesangelegenheiten. Diese zweigleisige Zuständigkeitsordnung bringt es mit sich, dass dasselbe Organ von Fall zu Fall als Gemeinde- oder als Landesorgan auftritt und etwa Bescheide je nach Sachgebiet zu ihrer Rechtsgültigkeit entweder im Namen der Gemeinde oder des Landes Wien zu erlassen sind.

## Schweiz

### Allgemeines
In der Schweiz ist die Einheitsgemeinde in der Regel eine politische bzw. Einwohnergemeinde, auf deren Territorium, von Kirchgemeinden abgesehen, keine Spezialgemeinden bestehen, also Gemeinden, in denen alle kommunalen Aufgaben von einer einzigen Lokalbehörde wahrgenommen werden. Während in der französischsprachigen Westschweiz solche Einheitsgemeinden seit langem die Regel sind und die entsprechenden Kantone lediglich Gemeinden (communes) ohne weitere Spezifizierung kennen, handelt es sich – von der früheren Situation im Kanton Schwyz abgesehen – in der übrigen Schweiz um kommunale Organisationsformen, die fast überall erst in jüngerer und jüngster Zeit geschaffen worden sind – dies mit dem Ziel, die im Wesentlichen im 19. Jahrhundert entstandene Vielfalt an Gemeindetypen wieder zu reduzieren. Infolge der ausgeprägten Gemeindeautonomie in der (Deutsch-)Schweiz steht es dabei den Gemeinden frei, bei der herkömmlichen Gemeindeorganisation zu bleiben oder den Organisationstyp zu wechseln. Nur in den Kantonen Glarus und Thurgau wurden die Einheitsgemeinden mittels einer Revision der Kantonsverfassung für verbindlich erklärt, im Kanton Schwyz wurden sie dagegen mittels einer konsequenteren Trennung von Kirche und Staat aufgehoben.

### Kantone Solothurn, Bern und Jura
Im Kanton Solothurn bezeichnet Einheitsgemeinde eine Gemeinde, in welcher die Behörden der Einwohnergemeinde auch die bisher von der Bürgergemeinde wahrgenommenen Aufgaben besorgen (Gemeindegesetz §§ 193–196 von 1992).
Der Kanton Bern (Kantonsverfassung Art. 107 und 120) und folglich auch der 1979 von Bern abgetrennte Kanton Jura (Kantonsverfassung Art. 120) kennen schon seit dem 19. Jahrhundert eine dem Solothurner Recht entsprechende Gesetzgebung, wobei die Einheitsgemeinden hier Gemischte Gemeinden bzw. communes mixtes genannt werden. Mittlerweile gehört die grosse Mehrheit bernischer und jurassischer Gemeinden dem Typus der Gemischten Gemeinde an.

### Kantone St. Gallen und Nidwalden
Im Kanton St. Gallen ist eine Einheitsgemeinde eine Gemeinde, in der die politische Gemeinde die Volksschule führt, also die bisherige Schulgemeinde inkorporiert hat (Gemeindegesetz Art. 91 von 2009; Gemeindevereinigungsgesetz Art. 52 von 2007).
Auch im Kanton Nidwalden meint die Einheitsgemeinde eine Gemeinde, wo die bisherige Schulgemeinde in der politischen Gemeinde aufgegangen ist. Dieser Gemeindetypus wird allerdings weder in der Kantonsverfassung noch im Gemeindegesetz, sondern allein in Art. 57 des Gemeindefinanzhaushaltgesetzes von 2009 genannt.

### Kanton Glarus
Die Kantonsverfassung des Kantons Glarus definiert in Art. 122 (in der Fassung vom 7. Mai 2006) die Glarner Gemeinden als Einheitsgemeinden. Diese Bezeichnung bringt zum Ausdruck, dass per 1. Januar 2011 alle bisherigen staatlichen (nicht kirchlichen) Gemeindetypen – Ortsgemeinden, Tagwen, Schulgemeinden und Fürsorgegemeinden – in drei neugeschaffenen Gemeinden aufgegangen sind. Neben bzw. innerhalb dieser drei Gemeinden bestehen seither keine weiteren staatlichen Gemeindearten mehr.

### Kanton Thurgau
Der Kanton Thurgau kannte bis zum Jahr 2000 neben Munizipalgemeinden und Ortsgemeinden auch Einheitsgemeinden, deren Bildung ab 1851 möglich wurde. Zuerst beschränkte sich die Bildung von Einheitsgemeinden auf diejenigen Fällen, wo eine Munizipalgemeinde lediglich eine Ortsgemeinde umfasste; 1874 wurde die Zusammenlegung in diesen Fällen obligatorisch. Später wurden durch Zusammenschlüsse mehrerer Ortsgemeinden mit ihrer Munizipalgemeinde weitere Einheitsgemeinden gebildet. Der Begriff «Einheitsgemeinde» wurde erst 1944 geschaffen, um diese von den Munizipalgemeinden mit mehreren Ortsgemeinden unterscheiden zu können.
Die Munizipalgemeinde ging aus der in der Helvetischen Republik geschaffenen Einwohnergemeinde hervor und entsprach im Wesentlichen territorial den Kirchgemeinden. Sie vollzog vor allem vom Staat übertragene Aufgaben wie das Zivilstands- und Steuerwesen, die Ortsgemeinde war u. a. für die lokale Infrastruktur und das Bürgerrecht zuständig.
Die Kantonsverfassung von 1987 ordnete das Gemeindewesens neu und hob den Gemeindedualismus mit Munizipal- und Ortsgemeinden auf. Damit ist der Begriff der Einheitsgemeinde obsolet geworden; die nun einheitlichen Gemeinden tragen die Bezeichnung «politische Gemeinde».

### Kanton Schwyz
Im Kanton Schwyz war die mit der Verfassung von 1848 eingeführte Einheitsgemeinde bis ins ausgehende 20. Jahrhundert eine Gemeinde, in der die Organe der politischen Gemeinde auch das örtliche römisch-katholische Kirchenwesen besorgten (frühere Fassung der §§ 86 und 91 der Kantonsverfassung von 1898). Mit einer 1992 beschlossenen Änderung der Kantonsverfassung wurde der Typus Einheitsgemeinde abgeschafft, indem damals eine römisch-katholische und eine evangelisch-reformierte Kantonalkirche (öffentlich-rechtliche Landeskirche) gebildet wurde, die sich je in selbständige Kirchgemeinden gliedern. Mit dem Inkrafttreten des Organisationsstatuts der römisch-katholischen Kantonalkirche galten die damals noch vorhandenen Einheitsgemeinden folglich als aufgelöst.

### Andere Kantone
Auch in anderen Kantonen wie etwa dem Kanton Zürich wird zuweilen von „Einheitsgemeinden“ gesprochen, wenn von der Eingliederung der Schulgemeinden oder der Bürgergemeinden in die politischen bzw. Einwohnergemeinden die Rede ist. Um einen festen Begriff des jeweiligen kantonalen Staatsrechts handelt es sich in diesen Fällen jedoch nicht.